# Indeks Hoeltera
Hoelter Index – w modelowaniu równań strukturalnych jest to jeden ze wskaźników dopasowania modelu. Wskaźnik ten może być używany tylko wtedy, gdy chi kwadrat jest statystycznie istotny oraz badana próba wynosi co najmniej 200 obserwacji (mniejsza próba uniemożliwia sensowną interpretację wyników).